# Harcerska specjalność ratownicza
Harcerska specjalność ratownicza - specjalistyczna działalność organizacji harcerskich, związana z medycyną ratunkową.
Prowadzona jest w jednostkach ratowniczych, grupujących osoby posiadające kwalifikacje ratowników przedmedycznych lub kwalifikacje osób uprawnionych do podejmowania medycznych działań ratowniczych, a także osoby zdobywające te kwalifikacje.
Jej celem jest kształtowanie odpowiednich postaw wśród harcerzy, ale równie ważne jest przekazywanie konkretnej wiedzy i umiejętności ratowniczych. 
W szerszym zakresie dąży się do tego, aby harcerz będąc świadkiem zdarzenia potrafił prawidłowo udzielić pierwszej pomocy.
Stanowi ofertę programową dla większości grup metodycznych w harcerstwie.

## Związek Harcerstwa Polskiego
Koordynacją oraz wspieraniem działalności ratowniczej w ZHP zajmuje się Harcerska Szkoła Ratownictwa ZHP.

## Związek Harcerstwa Rzeczypospolitej
Koordynacją oraz wspieraniem działalności ratowniczej w ZHR zajmuje się Harcerskie Ochotnicze Pogotowie Ratunkowe ZHR.